# Piphas
Piphas kallas en ansvällning på hasspetsen hos hästar, som beror på en utgjutning i en slemsäck under huden och uppkommer genom stötar eller slag. Till svullnaden bidrar också krosskador i vävnader på hasspetsen. I vissa fall kan en förtjockning av huden orsakas av upprepade tryck på hasspetsen.
Piphas kan uppträda på två sätt, antingen plötsligt eller gradvis. I det första fallet är orsaken en momentan yttre påverkan och skadestället uppvisar värmeutveckling i vävnaden och ömhet. I det andra fallet är hasspetsen inte öm för tryck utan skadan visar sig som förtjockad hud, orsakad av t. ex. för hårt liggunderlag.
I de flesta fall utgör piphas inget fysiskt men för hästen utan ska främst se som en kosmetisk defekt.